# Боб Ганслер
Роберт «Боб» Ганслер (англ. Robert „Bob“ Gansler, нар. 1 липня 1941) — американський футболіст німецького походження, що грав на позиції захисника. По завершенні ігрової кар'єри — тренер.
Найбільш відомий як тренер національної збірної США, якою керував на чемпіонаті світу 1990 року, а також по роботі з клубом «Канзас-Сіті Візардс», який привів до перемоги в чемпіонаті та Кубку США.

## Клубна кар'єра
Боб Ганслер народився 1 липня 1941 року в Мучі, Угорщина. Після того, як його батько повернувся з радянського полону в 1946 році, вони переїхали в німецьке містечко Рюкінген поблизу Ганау як фольксдойче. У 1952 році сім'я емігрувала до США у Мілвокі, штат Вісконсин. У молодості Боб Ганслер в основному грав у футбол і бейсбол. Бейсбольний клуб «Мілвокі Брюерс» навіть хотів включити його в один зі своїх фарм-клубів, але Ганслер вибрав футбол. Боб закінчив університет Маркетта за спеціальністю німецька мова. У 1957 році отримав громадянство США.
У 1967 році він грав за «Чикаго Сперс» у Національній професіональній футбольній лізі, а наступного року за «Чикаго Мустангс» у новоствореній Північноамериканській футбольній лізі.

## Виступи за збірні
Виступав за збірні США різних вікових категорій, провівши загалом 25 матчів між 1963 і 1969 роками, був капітаном олімпійської збірної США на кваліфікаціях до Олімпійських ігор 1964 і 1968 років і на Панамериканських іграх 1967 року. З його 25 виступів лише 6, усі у 1968 році, відбулися у складі національної збірної США.

### Статистика матчів за збірну
| #  | Дата             | Суперник           | Результат | Турнір            | Примітка  |
| -- | ---------------- | ------------------ | --------- | ----------------- | --------- |
| 1. | 15 вересня 1968  | Ізраїль            | 3 — 3     | Товариський матч  |           |
| 2. | 25 вересня 1968  | Ізраїль            | 0 — 4     | Товариський матч  |           |
| 3. | 13 жовтня 1968   | Канада             | 2 — 4     | Відбір на ЧС-1970 |           |
| 4. | 21 жовтня 1968   | Гаїті              | 2 — 5     | Товариський матч  |           |
| 5. | 27 жовтня 1968   | Канада             | 1 — 0     | Відбір на ЧС-1970 | Замінений |
| 6. | 3 листопада 1968 | Бермудські Острови | 6 — 2     | Відбір на ЧС-1970 |           |

## Кар'єра тренера
Як тренер Ганслер дебютував у 1979 році. Того року він очолив молодіжну збірну США до 19 років, в якій він був тренером протягом трьох років. У 1984 році він очолив студентську команду з NCAA «Мілвокі Пантерс».
1987 року Ганслер очолив молодіжну збірну США до 20 років, з якою він вийшов на молодіжний чемпіонат світу 1989 року в Саудівській Аравії, посівши там четверте місце.
Після вдалої роботи з «молодіжкою», Ганслера запросили до національної збірної США. Перебування Боба на цій посаді було дещо суперечливим, з одного боку він вивів впепше за 40 років Сполучені Штати на чемпіонат світу 1990 року в Італії, але з іншого він сформував команду, що складалась переважно з гравців студентських та аматорських ліг, залишивши професіоналів, таких як Рік Девіс і Уго Перес поза заявкою. У той час у США не було вищого професіонального дивізіону, оскільки Північноамериканська футбольна ліга припинилася в 1985 році. Більшість вітчизняних професіоналів у той час грали у Індор сокер, а Ганслер вважав, що навички, необхідні для такого виду футболу, суперечать грі на відкритому повітрі. Очікувано США програли всі три гри на «мундіалі» і посіли останнє місце у групі.
У 1996 році став тренером команди «Мілвокі Ремпейдж», з якою виграв чемпіонат А-Ліги 1997 року.
28 квітня 1999 року Ганслер очолив клуб вищого дивізіону, Major League Soccer, «Канзас-Сіті Візардс», з яким став чемпіоном США у 2000 році та володарем Кубка США у 2004 році. 19 липня 2006 року Ганслер пішов у відставку з посади тренера «Канзас-Сіті».
Наприкінці 2006 року Боб Ганслер став помічником Мо Джонстона у канадському «Торонто» і пропрацював там протягом сезону 2007 року, після чого завершив треерську кар'єру, щоб більше часу проводити зі своєю дружиною Ненсі, чотирма синами та 11 онуками.

## Титули і досягнення
- Переможець регулярного сезону МЛС: 2000
- Володар Кубка МЛС: 2000
- Тренер року в MLS: 2000
- Володар Відкритого кубка США: 2004